# Матей Охридски
Матей е православен духовник, охридски архиепископ около 1408-1410 година.

## Биография
Първото споменаване на архиепископ Матей е в надпис в църквата „Свети Илия“ в село Елшани от 1408 година. Останалите сведения за него са от писма на наследника му, чието име е неизвестно, до цариградския патриарх. Според тях през 1410 година архиепископ Матей вече е починал, като още той е водил продължаващите и по това време спорове между двете църкви за принадлежността на Софийската и Видинската епархии.